# Zyklische Branche

Konjunkturzyklus

Eine zyklische Branche ist eine Wirtschaftsbranche, deren Ertragssituation stark im Laufe des Konjunkturzyklus schwankt. Die Erfahrung der zyklischen Schwankungen der Erträge und damit auch der Börsenkurse ist für die Fundamentalanalyse von Aktien notwendig.
Eine Reihe von Branchen ist relativ unabhängig von Konjunkturschwankungen. Hierzu gehören unter anderem die Versorgungsunternehmen und die Gesundheitsbranche. Die Aktienkurse dieser Unternehmen werden typischerweise im Aufschwung und Boom nur unterproportionale Kursgewinne aufweisen und im Gegenzug im Abschwung weniger Verluste bewirken als zyklische Aktien. Die betreffenden Branchen werden aus Sicht der Aktienanleger auch als „defensive Branchen“ bezeichnet.
Branchen, die starken zyklischen Schwankungen unterliegen, sind vor allem Industrieunternehmen und Rohstofferzeuger. Der Handel ist gespalten. Während einige Bereiche des Handels wie zum Beispiel Luxusgüter als relativ konjunkturunabhängig gelten, ist insbesondere der Großhandel zyklisch. Auch das Bankgeschäft ist teilweise zyklisch. Während hier das Geschäft mit Privatkunden eher konjunkturunabhängig ist, schwankt das Firmenkundengeschäft und vor allem das Investment Banking sehr stark. Der Grund hierfür sind zum einen erhöhte Risikokosten durch Firmenpleiten und zum anderen die niedrigen Wertpapierumsätze in Abschwungphasen.
Ob eine Branche zyklisch ist, lässt sich über Korrelationsanalysen zwischen der Veränderung des BIP und den Branchengewinnen oder -kursen historisch ermitteln. Eine hohe Korrelation belegt das zyklische Verhalten der Branche in der Vergangenheit. Das Verhalten der Branchen kann sich jedoch auch ändern. Während die Telekommunikationsunternehmen bis Ende der 1980er Jahre typische Versorger waren und kaum zyklisches Verhalten aufwiesen, wechselte der Charakter der Branche in den 1990er Jahren hin zu einer hochzyklischen Branche.